# Maple Rapids
Maple Rapids est un village du comté de Clinton, dans l'État du Michigan, aux États-Unis. En 2020, il comptait une population de 573 habitants.